# Aedes leptolabis
Aedes leptolabis är en tvåvingeart som beskrevs av Edwards 1936. Aedes leptolabis ingår i släktet Aedes och familjen stickmyggor. Inga underarter finns listade i Catalogue of Life.